# تيزي وسلي
تيزي وسلي بالتيفيناغ ⵜⵉⵣⵉ ⵡⵙⵍⵉ قرية مغربية أمازيغية شمال المملكة، تنتمي إلى إقليم تازة الساحلي، شرقي مدينة فاس، تضم بلدة تيزي وسلي 8.385 نسمة (إحصاء 2004).

## دواوير الجماعة
- بني امحمد
- حضرية
- سيدي عيسى
- تاغيلاست
- إشلاحن